# KkStB T sorozat
A kkSTB T sorozat egy keskenynyomtávú szertartályosgőzmozdony-sorozat volt az osztrák Császári és Királyi Osztrák Államvasutaknál (k. k. Staatsbahnen, kkStB). Ezek voltak a kkSTB, később az Osztrák Szövetségi Vasutak legkisebb keskenynyomtávú mozdonyai.

## Szerkezete
A Krauss linzi gyára 1897-ben kifejlesztett a kkStB U tapasztalatai alapján egy könnyű C1' tengelyelrendezésű keskenynyomtávú szerkocsis mozdonyt Krauss A VIII típusú kazánnal.
A mozdonyok jelentősen gyengébbek voltak, mint az U sorozat. Amint az U sorozat a T is belsőkeretes volt a kapcsolt tengelyeknél és külsőkeretes a futótengelynél. Ez lehetővé tette széles tűztér alkalmazását. A gőzhengereket egyszerű siktolattyúk látták el gőzzel Heusinger típusú vezérléssel. A biztonsági szelepek az akkor szokásos rugós szelepek voltak, a kéményre szikrafogó dobot szereltek.

## Története
Az első ilyen típusú mozdonyt a Boszniai Fafeldoldozó Társaságnak szállították Teslićbe a társaság saját gazdasági vasúthálózatára, ahol DD1 pályaszámot kapott.
A kkStB 1898-ban vásárolt három db-ot ezekből a keskenynyomtávú mozdonyokból a Gurktalbahn Treibach-Althofen – Klein Glödnitz vonalára. A mozdonok T sorozatjele Treibach kezdőbetűjéből származik. 1902-ben további két mozdonyt vettek az 1902. október 5-én megnyitott  Kühnsdorf–Eisenkappel helyiérdekű vasút (Vellachtalbahn) számára, melynek üzemeltetését kezdetben a kkStB vezette. Az üzemeltetést 1903. május 20-án a Déli Vasút vette át, amely 1898 és 1904 között még három mozdonyt vásárolt a boszniai gazdasági vasutakra. Különben a Gurktalbahnon a T sorozat jól működött, mert nem voltak jelentősebb emelkedők. A Vellachtal nagy meredekségű emelkedői azonban már korán erősebb mozdonyok beszerzését tették szükségessé.
A Gurktalbahn 1931-es államosításával a három kkStB mozdony az BBÖ-hoz került. A Déli Vasút két mozdonyából a T5 maradt meg a Vellachtalbahnnon, és az államosítás után BBÖ T4 pályaszámot kapott és már 1932-ben selejtezték. Az eredeti T4-et már a karinthiai védelmi harcok alatt a Szerb-Horvát-Szlovén Állam csapatai elrekvirálták. Ezt a mozdonyt JDŽ 187-001 pályaszámon Jugoszlávia különböző keskenynyomtávú vasútjain használták.
A három Gurktaler T mozdony 1938-ban a Német Birodalmi Vasútnál (Deutschen Reichsbahn, DRB) 99.7801–7803 pályaszám-besorolást kapott. A második világháború után az Osztrák Szövetségi Vasutak-hez kerültek, majd 1953-ig ott az ottani számozási rendszerben 198.01-03 sorozat és pályaszámok alatt üzemeltek. Az 1950-es években a 198.01 és 02 még tartalékként szolgált a Gurktalbahnnál, a 198.03 utoljára a Vellachtalbahnon állomásozott. 1960-ig kivonták őket a forgalomból. Vasútbarátok kezdeményezték a 198.03 megőrzését múzeumi célra, de pénzügyi okok megakadályozták ezt.
A sorozat egyetlen megmaradt mozdonya (mely soha nem viselt T sorozatjelzést) a Teslići gazdasági Vasút DD1 pályaszámú mozdonya, mely Teslićben van kiállítva szoborként.

## Fordítás
Ez a szócikk részben vagy egészben  a   kkStB T című német Wikipédia-szócikk fordításán alapul.  Az eredeti cikk szerkesztőit annak laptörténete sorolja fel. Ez a jelzés csupán a megfogalmazás eredetét és a szerzői jogokat jelzi, nem szolgál a cikkben szereplő információk forrásmegjelöléseként.